# J. Tobias Anderson
Johan Tobias Anderson, född 11 januari 1971 i Göteborg och uppvuxen på Gotland, är en svensk konstnär som arbetar med film, verksam i Stockholm. Han gick forskarutbildningen på Kungliga konsthögskolan 1998–1999. Anderson gör animerade filmer som bygger på utsnitt ur klassiska filmer, framförallt amerikansk spelfilm från 1950- och 1960-talen. 
Andersons film Han dör på slutet, från 1997, ingår i Moderna Museets samling i Stockholm.

## Filmer
- Han dör på slutet (1997)
- 879 (1998)
- My Name Is Grant (1999)
- 879 färg (2002)
- Everybody Wants to Be Grant (2002)
- Prairie Stop, Highway 41 (2004)
- Chase (2005)
- Whereto I Go (2005)
- A Small part of the World (2006)